# 01011001
 (avril 2025).
Albums de Ayreon
'The Human Equation'
(2004) 'The Theory of Everything'
(2013)
01011001 est le septième album studio du projet Ayreon d'Arjen Anthony Lucassen. Un total de 17 chanteurs apparaît sur cet album. Son titre,
01011001, est la notation binaire du nombre 89, qui est le code ASCII de la lettre Y, c'est-à-dire le nom de la planète imaginaire déjà développée dans les albums précédents : Into the Electric Castle (1998), Universal Migrator: The Dream Sequencer et Flight of the Migrator (2000).

## Titres

### Disque 1 - Y
1. Age of Shadows − 10:47
  1. incl. We Are Forever
2. Comatose− 4:26
3. Liquid Eternity − 8:10
4. Connect the Dots − 4:13
5. Beneath the Waves − 8:26
  1. Beneath the Waves
  2. Face the Facts
  3. But a Memory…
  4. World Without Walls
  5. Reality Bleeds
6. Newborn Race − 7:49
  1. The Incentive
  2. The Vision
  3. The Procedure
  4. Another Life
  5. Newborn Race
  6. The Conclusion
7. Ride the Comet − 3:29
8. Web of Lies − 2:50

### Disque 2 - Earth
1. The Fifth Extinction − 10:29
  1. Glimmer of Hope
  2. World of Tomorrow Dreams
  3. Collision Course
  4. From the Ashes
  5. Glimmer of Hope (reprise)
2. Waking Dreams − 6:31
3. The Truth Is In Here − 5:12
4. Unnatural Selection − 7:15
5. River of Time − 4:24
6. E=MC2 − 5:50
7. The Sixth Extinction − 12:18
  1. Echoes on the Wind
  2. Radioactive Grave
  3. 2085
  4. To the Planet of Red
  5. Spirit on the Wind
  6. Complete the Circle

## Personnel

### Chanteurs

#### Forever
- Hansi Kürsch (Blind Guardian, Demons & Wizards)
- Daniel Gildenlöw (Pain of Salvation)
- Tom S. Englund (Evergrey)
- Jonas Renkse (Katatonia)
- Jørn Lande (ancien-Masterplan, ARK)
- Anneke van Giersbergen (Agua de Annique, ancien-The Gathering)
- Steve Lee (Gotthard)
- Bob Catley (Magnum)
- Floor Jansen (After Forever, Star One, Nightwish)
- Maggy Luyten (Beautiful Sin, Virus IV)

#### Man
- Simone Simons (Epica)
- Phideaux Xavier
- Wudstik
- Marjan Welman (Elister)
- Arjen Anthony Lucassen
- Liselotte Hegt (Dial)
- Ty Tabor (King's X)

### Musiciens
- Arjen Anthony Lucassen - Guitare, claviers, Synthétiseur, Guitare basse, programmation
- Ed Warby (Gorefest) - Batterie et percussion
- Lori Linstruth (ancienne-Stream Of Passion) - Solo de guitare sur Newborn Race
- Michael Romeo (Symphony X) - Solo de guitare sur E=MC2
- Derek Sherinian (Planet X, Yngwie Malmsteen, Ancien-Dream Theater) - Solo de clavier sur The Fifth Extinction
- Tomas Bodin (The Flower Kings) - Solo de clavier sur Waking Dreams
- Joost van den Broek (After Forever) - Solo de piano et clavier sur The Sixth Extinction
- Jeroen Goossens (Flairck) - Flûtes
- Ben Mathot (Dis) - Violons
- David Faber - Violoncelle